# Phasia limpidipennis
Phasia limpidipennis là một loài ruồi trong họ Tachinidae.